# 호세 시푸엔테스
호세 아도니 시푸엔테스 차르코파(스페인어: José Adoni Cifuentes Charcopa, 1999년 3월 12일 ~ )는 에콰도르의 축구 선수로 현재 레인저스에서 크루제이루로 임대되어 활약하고 있다. 포지션은 미드필더이다.